# Bruno Wolfer
Bruno Wolfer (* 10. September 1954 in Elgg) ist ein ehemaliger Schweizer Radrennfahrer.

## Sportliche Laufbahn
Sein grösster Erfolg als Amateur auf internationaler Ebene war der zweite Platz im Grand Prix Guillaume Tell 1976 hinter Roberto Ceruti. 1975 belegte er den 5. Rang in der Gesamtwertung und wurde Vierter in der Tour of Scotland 1975. National konnte er die Tannenberg-Rundfahrt 1976 für sich entscheiden. 
Im Sommer 1976 wurde er Profi im Radsportteam Zonca-Santini und blieb bis 1983 aktiv. 1977 gewann er die Leimentalrundfahrt sowie die Tour du Lac Léman. Im Juni konnte er die letzte Etappe der Tour de Suisse gewinnen. 1978 folgten Siege in der Kaistenberg-Rundfahrt und im Prolog der Tour de Romandie. In der folgenden Saison siegte er auf der 6. Etappe des Giro d’Italia. Den Giro d’Italia bestritt er fünfmal, sein bestes Resultat dabei war der 12. Platz 1979. 1981 gewann er erneut die Kaistenberg-Rundfahrt sowie das Rennen Nizza–Alassio.